# 용감설출아애니
《용감설출아애니》(勇敢說出我愛你)는 2014년 방송되었던 대만의 드라마이다.

## 소개
- 피자 가게를 운영하는 싱글대디의 이야기를 그린 드라마

## 등장 인물
- 허쥔샹 - 스페이란 역
- 커자옌 - 천이쥔 역
- 오약선 (Ella Wilkins) - 스량위 역
- 린메이슈 - 천웨샤 역
- 황중곤 (Michael Huang) - 천밍샤 역
- 리천샹 (Spark Lee) - 니잉천 역
- 장경남 (張景嵐) - 궈차오페이 역
- 아방 (阿龐) - 진진용 역
- 홍시 (Angel Hong) - 왕샤오웨이 역
- 조걸 (趙杰) - 왕웨이롄 역
- 린리페이 (林利霏) - 니위헝 역

## 참고 사항
- 대만 현지에서 종영한지 8년만에 AsiaN에서 VOD 저작권을 구입했다 국내 방송일자는 9월 1일이다
- 해당 드라마는 대한민국의 시트콤 지붕뚫고 하이킥!을 제작했던 초록뱀미디어에서 제작한 작품이기도 하다